# Calciatori dell'Associazione Sportiva Roma
Nella presente pagina sono riportate informazioni sui calciatori dell'Associazione Sportiva Roma, società calcistica italiana per azioni con sede nella città di Roma.

## Calciatori celebri

Dino da Costa

Tra i calciatori della Roma più famosi degli anni 1930 e 1940 vi sono Attilio Ferraris IV, primo capitano della storia giallorossa, il centrocampista Fulvio Bernardini, il portiere Guido Masetti, a capo della squadra aggiudicatasi il primo scudetto romanista, e l'attaccante Amedeo Amadei, detto "Fornaretto", vincitore anch'egli del primo campionato giallorosso e tuttora detentore del record di più giovane marcatore della Serie A.
Oltre a questi si ricordano anche il terzino Eraldo Monzeglio, la punta Rodolfo Volk, autore del primo gol della squadra al Campo Testaccio, e Enrique Guaita, capocannoniere del campionato 1934-1935 e detentore del record di marcature nella Serie A a sedici squadre.

Giuseppe Giannini

A cavallo tra gli anni 1950 e 1960 troviamo Giacomo Losi, soprannominato "Core de Roma" per l'attaccamento alla maglia: è infatti il calciatore con più presenze in giallorosso dopo Francesco Totti e Daniele De Rossi, nonché difensore e capitano della Roma vincitrice della Coppa delle Fiere. Protagonisti di quel periodo sono anche il "Ragno Nero" Fabio Cudicini, Dino da Costa (detentore del record assoluto di gol segnati nel derby di Roma), Pedro Manfredini (capocannoniere del campionato 1962-1963), Giancarlo De Sisti e Antonio Angelillo
Tra gli anni 1970 e 1980 si ricordano soprattutto i protagonisti del secondo scudetto giallorosso tra cui l'allora capitano Agostino Di Bartolomei, proveniente dalle giovanili della Roma e titolare fisso dal ritorno dal prestito al Vicenza e Bruno Conti, il quale, dopo le giovanili e due stagioni in prestito al Genoa, passa definitivamente in prima squadra e diventa l'ala titolare, vincendo un campionato e cinque Coppe Italia; al termine della carriera agonistica, assume il ruolo di allenatore prima degli Esordienti e poi dei Giovanissimi della Roma, arrivando ad allenare anche la prima squadra alla fine della stagione 2004-2005 e successivamente il responsabile del settore giovanile del club capitolino.
Roberto Pruzzo è uno dei più prolifici attaccanti giallorossi: infatti, oltre al campionato 1982-1983, vince con la Roma tre volte il titolo di capocannoniere e quattro Coppe Italia, mentre Falcão, nonostante lo scetticismo iniziale, riesce a diventare uno dei calciatori stranieri più amati della storia del club: dopo una prima stagione non particolarmente brillante, il brasiliano diviene un punto cardine della squadra, che, anche grazie alle sue giocate, riesce a vincere il secondo scudetto e due Coppe Italia e a raggiungere la finale di Coppa dei Campioni 1983-1984; viene soprannominato dai tifosi "Divino" e "Ottavo re di Roma".
A cavallo tra gli anni 1980 e 1990, sono due i giocatori particolarmente acclamati dai tifosi giallorossi: l'attaccante Rudi Völler e il centrocampista Giuseppe Giannini, mentre nella decade successiva e negli anni 2010 a conquistare la tifoseria sono due difensori brasiliani, Aldair e Cafu, e due romani, Francesco Totti e Daniele De Rossi, entrambi punti fissi della squadra giallorossa, rispettivamente in attacco e in mediana.

## Capitani

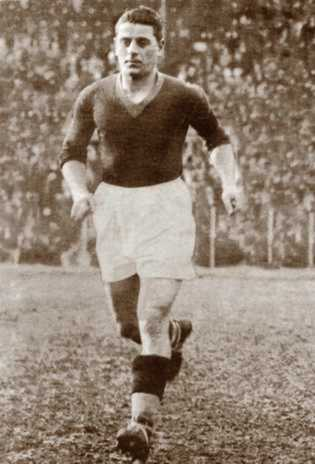
Attilio Ferraris IV

Di seguito l'elenco dei capitani della Roma con le statistiche aggiornate al 7 agosto 2025.
| Attilio Ferraris IV    | C | 1927-1934, 1938-1939            | 1927-1934 (7)  | 217 | 2   |  |  |  |  |  |
| Fulvio Bernardini      | C | 1928-1939                       | 1934-1939 (5)  | 286 | 45  |  |  |  |  |  |
| Guido Masetti          | P | 1930-1943                       | 1939-1943 (4)  | 339 | 0   |  |  |  |  |  |
| Amedeo Amadei          | A | 1936-1938, 1939-1948            | 1943-1948 (5)  | 234 | 111 |  |  |  |  |  |
| Sergio Andreoli        | D | 1941-1950                       | 1948-1950 (2)  | 205 | 13  |  |  |  |  |  |
| Armando Tre Re         | D | 1949-1954                       | 1950-1953 (3)  | 169 | 6   |  |  |  |  |  |
| Arcadio Venturi        | C | 1948-1957                       | 1953-1957 (4)  | 288 | 17  |  |  |  |  |  |
| Alcides Ghiggia        | C | 1953-1961                       | 1957-1958 (1)  | 201 | 19  |  |  |  |  |  |
| Egidio Guarnacci       | C | 1954-1963                       | 1958-1959 (1)  | 146 | 5   |  |  |  |  |  |
| Giacomo Losi           | D | 1954-1969                       | 1959-1968 (9)  | 450 | 2   |  |  |  |  |  |
| Joaquín Peiró          | C | 1966-1970                       | 1968-1970 (2)  | 128 | 28  |  |  |  |  |  |
| Luis del Sol           | C | 1970-1972                       | 1970-1972 (2)  | 59  | 4   |  |  |  |  |  |
| Franco Cordova         | C | 1967-1976                       | 1972-1976 (4)  | 212 | 9   |  |  |  |  |  |
| Sergio Santarini       | D | 1968-1981                       | 1976-1980 (4)  | 344 | 7   |  |  |  |  |  |
| Agostino Di Bartolomei | C | 1972-1984                       | 1980-1984 (4)  | 293 | 64  |  |  |  |  |  |
| Bruno Conti            | C | 1973-1975, 1976-1978, 1979-1991 | 1984-1985 (1)  | 402 | 47  |  |  |  |  |  |
| Carlo Ancelotti        | C | 1979-1987                       | 1985-1987 (2)  | 227 | 17  |  |  |  |  |  |
| Giuseppe Giannini      | C | 1981-1996                       | 1987-1996 (9)  | 437 | 75  |  |  |  |  |  |
| Amedeo Carboni         | D | 1990-1997                       | 1996-1997 (1)  | 186 | 3   |  |  |  |  |  |
| Abel Balbo             | A | 1993-1998, 2000-2002            | 1997-1998 (1)  | 146 | 78  |  |  |  |  |  |
| Aldair                 | D | 1990-2003                       | 1998 (1)       | 415 | 20  |  |  |  |  |  |
| Francesco Totti        | A | 1992-2017                       | 1998-2017 (19) | 786 | 307 |  |  |  |  |  |
| Daniele De Rossi       | C | 2001-2019                       | 2017-2019 (2)  | 616 | 63  |  |  |  |  |  |
| Alessandro Florenzi    | C | 2010-2011, 2012-2020            | 2019-2020 (1)  | 279 | 28  |  |  |  |  |  |
| Edin Džeko             | A | 2015-2021                       | 2020-2021 (2)  | 259 | 119 |  |  |  |  |  |
| Lorenzo Pellegrini     | C | 2014-2015, 2017-                | 2021-2025 (5)  | 317 | 56  |  |  |  |  |  |
| Stephan El Shaarawy    | A | 2016-2019, 2021-                | 2025 - (1)     | 320 | 64  |  |  |  |  |  |

Codici: P portiere, D difensore, C centrocampista, A attaccante.

## Record

### Presenze in partite ufficiali
Di seguito le presenze in partite ufficiali dei calciatori della Roma.

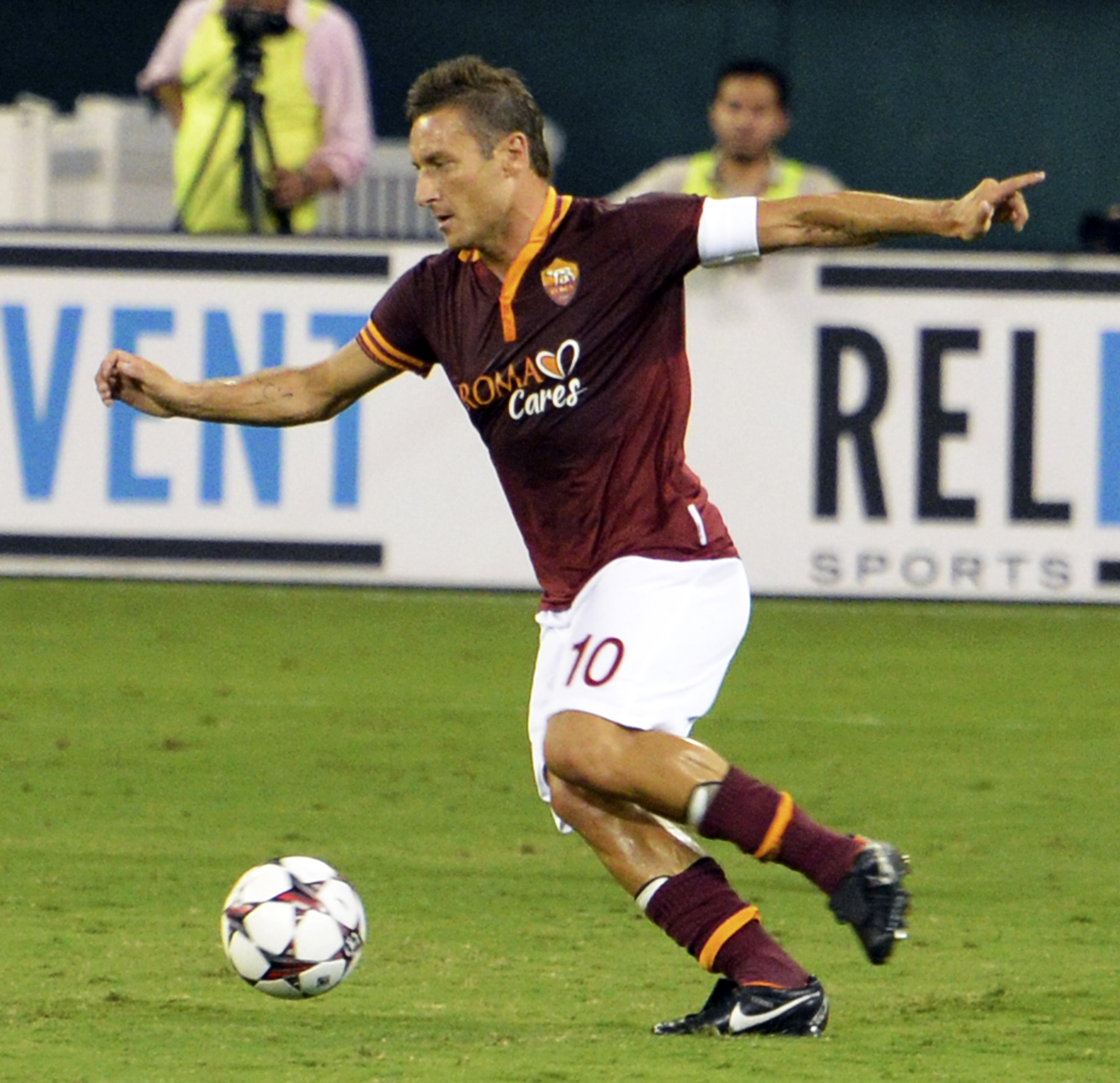
Francesco Totti

| Partite ufficiali - 786 Francesco Totti - 616 Daniele De Rossi - 455 Giacomo Losi - 437 Giuseppe Giannini - 436 Aldair | Massima divisione - 619 Francesco Totti - 459 Daniele De Rossi - 386 Giacomo Losi - 344 Sergio Santarini - 338 Guido Masetti |
| Serie B - 37 Arcadio Venturi - 37 Amos Cardarelli - 33 Armando Tre Re - 33 Italo Acconcia - 32 Stig Sundqvist          | Coppa Italia - 79 Giuseppe Giannini - 70 Sergio Santarini - 64 Bruno Conti - 63 Sebastiano Nela - 59 Francesco Totti         |

- 103  Francesco Totti
- 98  Daniele De Rossi
- 75  Bryan Cristante
- 74  Lorenzo Pellegrini
- 69  Stephan El Shaarawy

### Marcature in partite ufficiali
Di seguito le marcature in partite ufficiali dei calciatori della Roma.
| Partite ufficiali - 307 Francesco Totti - 138 Roberto Pruzzo - 119 Edin Džeko - 110 Amedeo Amadei - 105 Rodolfo Volk | Massima divisione - 250 Francesco Totti - 106 Roberto Pruzzo - 102 Rodolfo Volk - 99 Amedeo Amadei - 85 Edin Džeko |
| Serie B - 12 Carlo Galli - 9 Lorenzo Bettini - 9 Stig Sundqvist - 9 Adriano Zecca - 6 Arcadio Venturi                | Coppa Italia - 20 Roberto Pruzzo - 19 Giuseppe Giannini - 18 Francesco Totti - 11 Amedeo Amadei - 11 Rudi Völler   |

- 38  Francesco Totti
- 32  Edin Džeko
- 18  Pedro Manfredini
- 16  Lorenzo Pellegrini
- 13  Marco Delvecchio

### Capocannonieri per singola stagione

#### In competizioni nazionali
Di seguito i capocannonieri in competizioni nazionali dei calciatori della Roma.

Roberto Pruzzo

| Massima divisione - Rodolfo Volk (1930-1931) - Enrique Guaita (1934-1935) - Dino da Costa (1956-1957) - Pedro Manfredini (1962-1963) - Roberto Pruzzo (1980-1981, 1981-1982, 1985-1986) - Francesco Totti (2006-2007) - Edin Džeko (2016-2017) | Coppa Italia - Pedro Manfredini (1963-1964) - Roberto Pruzzo (1979-1980) - Rudi Völler (1990-1991) - Ruggiero Rizzitelli (1990-1991) - Simone Perrotta (2006-2007) - Mattia Destro (2012-2013) - Gervinho (2013-2014) |

#### Nelle competizioni internazionali
Di seguito i capocannonieri in competizioni internazionali dei calciatori della Roma.
| Coppa UEFA/Europa League - Rudi Völler (1990-1991) - Edin Džeko (2016-2017) - Borja Mayoral (2020-2021) | Coppa delle Fiere - Pedro Manfredini (1960-1961, 1962-1963) - Francisco Lojacono (1962-1963) |

### Record anagrafici
- Giocatore più giovane a debuttare in prima squadra
Amedeo Amadei, 15 anni, 9 mesi, 6 giorni.[32]

## Calciatori premiati
Di seguito i calciatori vincitori di riconoscimenti calcistici durante la loro militanza nella Roma.

### A livello nazionale

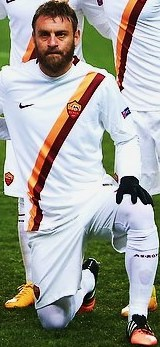
Daniele De Rossi

| Premi Lega Serie A ***** - Miglior Under 23: - Nicolò Zaniolo (2018-2019) - Miglior portiere: - Mile Svilar (2024-2025) |
| Guerin d'oro * Pietro Vierchowod (1982-1983) [ 33 ] Francesco Totti (1997-1998, 2003-2004) [ 24 ] |
| Trofeo Bravo ** - Ubaldo Righetti (1984) |
| Gran Galà del calcio AIC **** - Squadra dell'anno: - Mehdi Benatia (2014) - Radja Nainggolan (2015, 2016, 2017, 2018) - Miralem Pjanić (2015) - Alisson (2018) - Aleksandar Kolarov (2019) |
| Oscar del Calcio AIC **** - Migliore calciatore in assoluto: - Francesco Totti (2000, 2003) - Migliore calciatore italiano: - Francesco Totti (2000, 2001, 2003, 2004, 2007) - Daniele De Rossi (2009) - Migliore calciatore giovane (1997-2010): - Francesco Totti (1999) - Antonio Cassano (2003) - Daniele De Rossi (2006) - Miglior cannoniere (2006-2010): - Francesco Totti (2007) - Miglior gol (2004-2010): - Francesco Totti (2005, 2006) |
| Premio G. Scirea *** - Francesco Totti (2014) |

(*) Trofeo istituito dalla rivista Guerin Sportivo nel 1976 e assegnato al miglior calciatore della Serie A.
(**) Trofeo istituito dal settimanale Guerin Sportivo nel 1978 al miglior calciatore europeo a livello Under 21.
(***) Trofeo istituito dall'Unione Stampa Sportiva Italiana (USSI) nel 1992.
(****) Trofeo assegnato dall'Associazione Italiana Calciatori (AIC) dal 1997. Nel 2011 l'associazione ribattezza la premiazione con il nome di "Gran Galà del calcio AIC" introducendo una squadra dell'anno per il campionato di Serie A e un premio per il miglior calciatore del campionato di Serie B.
(*****) Trofeo istituito dalla Lega Nazionale Professionisti Serie A (LNPA) dal 2019.

### A livello internazionale
| Scarpa d'oro * - Francesco Totti, 2007                                         |
| Onze de onze ** - Falcão (Onze de bronze)(1982) - Falcão (Onze d'argent)(1983) |
| Miglior giocatore UEFA Europa Conference League - Lorenzo Pellegrini (2022)    |

(*) Trofeo istituito dalla rivista francese France Football nel 1967 e assegnato dall'European Sports Media (ESM) dal 1996.

(**) Trofeo istituito dalla rivista francese Onze Mondial nel 1976.

## Riconoscimenti

### Inserimenti in liste stagionali ed annuali
Di seguito i calciatori inseriti in liste stagionali ed annuali calcistiche durante la loro militanza nella Roma.
- Difensori:
- Christian Panucci (2007-2008)[40]
- Medhi Benatia (2013-2014)[41]
- Centrocampisti:
- Francesco Totti (2003-2004, 2006-2007)[24]
- Attaccanti:
- Francesco Totti (2000-2001)[24]

(*) Elenco dei migliori undici calciatori componenti della squadra dell'anno a livello mondiale stabilito dall'European Sports Magazines (ESM) dal 1994.

### Inserimenti in liste secolari

Herbert Prohaska

Di seguito i calciatori inseriti in liste secolari calcistiche durante la loro militanza nella Roma.
| FIFA 100* - Gabriel Batistuta - Cafu - Falcão - Hidetoshi Nakata - Francesco Totti - Zbigniew Boniek |                                                       |
| Calciatori del XX secolo IFFHS ** - Giocatori: - A livello mondiale: - Juan Alberto Schiaffino - Gunnar Nordahl - Zbigniew Boniek - Falcão - Herbert Prohaska - Alcides Ghiggia - Pedro Manfredini - Bruno Conti - Dino da Costa - Hidetoshi Nakata - Cafu - Francesco Totti - A livello europeo: - Juan Alberto Schiaffino - Gunnar Nordahl - Zbigniew Boniek - Herbert Prohaska - Alcides Ghiggia - Pedro Manfredini - Bruno Conti - Francesco Totti - A livello sudamericano: - Falcão - Dino da Costa - Cafu | The UEFA Jubilee 52 Golden Players - Herbert Prohaska |

(*) Selezione dei 125 migliori calciatori viventi pubblicata dalla FIFA nel 2004 in occasione del suo 100esimo anniversario di fondazione istituzionale.
(**) Classifica dei 50 migliori calciatori del XX secolo stilata nel 2000 dall'International Federation of Football History & Statistics (IFFHS), organizzazione riconosciuta dalla Fédération Internationale de Football Association (FIFA).

### Altri

Bruno Conti

- Golden Foot – Leggende del calcio:[47]
- Francesco Totti (introdotto nel 2010)
- UEFA Golden Jubilee Poll:[48]
- Zbigniew Boniek
- Bruno Conti
- Rudi Völler
- Thomas Häßler
- Gabriel Batistuta
- Alcides Ghiggia
- Juan Alberto Schiaffino
- Cafu
- Herbert Prohaska
- Enrique Guaita
- Gunnar Nordahl
- Aldair
- Francesco Totti
- Pallone d'argento:
- Damiano Tommasi (2000-2001)[49]
- Francesco Totti (2007-2008)[49]
- Alessandro Florenzi (2015-2016)[50]

## Hall of Fame
Il 7 ottobre 2012 è stata presentata la Hall of Fame ufficiale della Roma classe 2012, composta da 31 elementi. Affinché un calciatore possa essere eletto, è necessario che abbia giocato almeno una volta con i Capitolini e si sia ritirato dall'attività sportiva da almeno due anni (l'unica eccezione riguarda Francesco Totti, entrato il giorno esatto del suo addio al calcio). I tifosi e una commissione apposita, tramite un sistema di votazioni annuale, determinano i giocatori che godranno di tale onorificenza. La "Hall of Fame day" è la ricorrenza annuale nella quale la Lupa organizza una cerimonia per gli atleti scelti. Di seguito gli eletti.
2012
- Franco Tancredi (1977-1990)
- Cafu (1997-2003)
- Giacomo Losi (1954-1969)
- Aldair (1990-2003)
- Francesco Rocca (1972-1981)
- Fulvio Bernardini (1928-1939)
- Agostino Di Bartolomei (1972-1975, 1976-1984)
- Falcão (1980-1985)
- Bruno Conti (1973-1975, 1976-1978, 1979-1991)
- Roberto Pruzzo (1978-1988)
- Amedeo Amadei (1936-1938, 1939-1948)

2013
- Attilio Ferraris IV (1927-1934, 1938-1939)
- Sebastiano Nela (1981-1992)
- Giuseppe Giannini (1981-1996)
- Vincenzo Montella (1999-2007, 2008-2009)

2014
- Alcides Ghiggia (1953-1961)
- Carlo Ancelotti (1979-1987)
- Rudi Völler (1987-1992)
- Vincent Candela (1997-2005)

2015
- Damiano Tommasi (1996-2006)
- Sergio Santarini (1968-1981)
- Guido Masetti (1930-1943)
- Gabriel Batistuta (2000-2003)

2016
- Giorgio Carpi (1927-1934, 1935-1936)
- Arcadio Venturi (1948-1957)
- Giancarlo De Sisti (1960-1965, 1974-1979)
- Toninho Cerezo (1983-1986)

2017
- Francesco Totti (1992-2017)

2018
- Mario De Micheli (1927-1932)
- Giuliano Taccola (1967-1969)
- Rodolfo Volk (1928-1933)

## Maglie ritirate

Aldair

Di seguito l'elenco delle maglie ritirate della Roma.
- 6  Aldair (2003-2013)[53]

## Onorificenze
Di seguito le onorificenze dei calciatori della Roma, ottenute durante il periodo di militanza nel club capitolino.
- Collare d'oro al Merito Sportivo: Daniele De Rossi,[54] Simone Perrotta,[55] Francesco Totti.[56]
- Ufficiale Ordine al Merito della Repubblica Italiana: Daniele De Rossi,[57] Simone Perrotta,[58] Francesco Totti.[59]
- Cavaliere Ordine al Merito della Repubblica Italiana: Giuseppe Giannini,[60] Francesco Totti.[59]
- Cavaliere Ordine al Merito della Repubblica Italiana: Bryan Cristante,[61] Daniele De Rossi,[57] Leonardo Spinazzola.[61]

### Videografia
- Manuela Romano (a cura di), La storia della A.S. Roma (10 DVD-Video), Corriere dello Sport, Rai Trade, 2006.

### Liste
- Classifica di presenze in Serie A
- Classifica dei marcatori della Serie A
- Marcatori dei campionati italiani di calcio
- Statistiche delle competizioni UEFA per club

### Premi e riconoscimenti
- FIFA 100
- Golden Player
- UEFA Golden Jubilee Poll
- Migliori calciatori del XX secolo IFFHS
- Scarpa d'oro